# Batomena
Batomena is een kevergeslacht uit de familie van de boktorren (Cerambycidae). De wetenschappelijke naam van het geslacht werd voor het eerst geldig gepubliceerd in 1884 door Bates.

## Soorten
Batomena is monotypisch en omvat slechts de volgende soort:
- Batomena multispinis Bates, 1884